# Killer Kelly
Raquel Lourenço-Winkler (21 de março de 1992) é uma lutadora de luta livre profissional portuguesa, mais conhecida pelo nome de ringue Killer Kelly. Em 2020, assinou contrato com a Total Nonstop Action (TNA) Wrestling, onde foi pela primeira vez uma de duas TNA Knockouts Tag Team Champions, com Masha Slamovich. É também conhecida pela sua passagem pela WWE, onde competiu na NXT UK, e pela sua carreira de wrestling independente, onde trabalhou sobretudo na Westside Xtreme Wrestling, bem como na Pro-Wrestling: EVE.

## Biografia
Raquel Lourenço começou a interessar-se pelo wrestling a partir dos sete anos, e iniciou o treino no pro-wrestling aos 14, na Academia de Wrestling Portugal, onde treinou até aos 16 anos. Tem um irmão.
Estudou na Escola Superior de Tecnologias e Artes de Lisboa, onde completou o curso de Design Gráfico, área em que trabalha como freelancer.

## Carreira no wrestling

### Circuito independente (2016–2022)
Raquel Lourenço estreou-se no wrestling profissional em 2016 pela Wrestling Portugal como Kelly numa battle royal. Durante o ano de 2016, Kelly continuou a somar vitórias no Wrestling Portugal, e em maio de 2017, fez sua estreia no World Stars of Wrestling, onde foi derrotada por Nina Samuels. Em agosto, já como Killer Kelly, fez sua estreia na Revolution Championship Wrestling, onde perdeu para Camille. Na noite seguinte junto com Camille e Debbie Sharp, foi derrotada pelo trio Dragonita, Hana Kimura e Kagetsu do Oedo Tai. Em dezembro de 2017, foi derrotada por Alpha Female num evento de Next Step Wrestling.
Em março de 2018, fez a sua estreia pela Pro-Wrestling: EVE, onde foi derrotada por Charlie Morgan. A 1 de abril do mesmo ano, estreou-se no Revolution Pro Wrestling, e perdeu para Bobbi Tyler e no final deste mês foi também derrotada por Viper.
A 1 de fevereiro de 2020, foi anunciado que Kelly iria competir contra Allysin Kay no Bloodsport de Josh Barnett durante o fim de semana da WrestleMania, no entanto, este evento foi adiado devido à pandemia de COVID-19.

### Westside Xtreme Wrestling (2017–2022)
Killer Kelly fez sua estreia no Westside Xtreme Wrestling (wXw) no Femmes Fatales 2017, perdendo para Laura Di Matteo. No mesmo dia foi também derrotada por Jinny. No evento do 17º aniversário do wXw, Kelly tornou-se na campeã inaugural do wXw depois de derrotar Melanie Gray na final do torneio do título feminino, onde ambas obtiveram o maior número de pontos alcançados no torneio. Um mês depois ela perdeu o título para Toni Storm. Num episódio de Shotgun, ela foi derrotada por Veda Scott. Em maio de 2018, Kelly, em equipa com Marius Al-Ani, venceram Absolute Andy e Melanie Gray. Em 19 de maio, Kelly e Toni Storm derrotaram LuFisto e Gray.

### WWE (2018–2020)
Lourenço fez sua estreia na WWE na primeira noite do torneio do Campeonato do Reino Unido de 2018 numa luta de três desafiantes para o NXT Women's Championship. Na noite seguinte foi derrotada por Charlie Morgan. Competiu ainda no Mae Young Classic 2018, perdendo para Meiko Satomura no primeiro turno. Na edição de 24 de outubro do NXT UK, ela perderia para Dakota Kai. Em janeiro de 2020, Kelly foi dispensada pela WWE.

### Progress Wrestling (2018)
Em julho de 2018, ela fez sua estreia na Progress Wrestling no Chapter 73, onde foi derrotada por Toni Storm.

### Impact Wrestling/TNA Wrestling (2020, 2022 – presente)
A 14 de novembro de 2020, no Turning Point, o Impact Wrestling confirmou que Kelly faria a sua estreia no Impact participando num torneio com Renee Michelle, para coroar os novos Impact Knockouts Tag Team Champions. Kelly estreou-se oficialmente no episódio de 24 de novembro do Impact! onde defrontou Kimber Lee. No episódio de 1 de dezembro, Kelly e Michelle foram derrotadas por Jazz e Jordynne Grace durante a primeira volta do Knockouts Tag Team Championship Tournament.
Devido a problemas com vistos, e depois à pandemia de COVID-19, não pôde participar neste evento durante dois anos, durante os quais esteve algum tempo em Portugal, e depois nos Estados Unidos da América.
No episódio de 7 de julho de 2022, uma vignette de Kelly anunciou o seu regresso,  que teve lugar no episódio de 4 de agosto, onde atacou dois talentos locais após o match. Na semana seguinte, Kelly retornou ao ringue, e derrotou Tiffany Nieves. Durante o verão, Kelly começou a desafiar Tasha Steelz e Savannah Evans, e a 23 de setembro, no pré-show do Countdown to Victory Road, Kelly perdeu para Steelz por desqualificação após estrangular o árbitro e Steelz com uma corrente de aço. No Bound for Glory, competiu na Call Your Shot Gauntlet e foi também eliminada por Steelz. Na noite seguinte (que foi ao ar em tape delay em 13 de outubro), Kelly derrotou finalmente Steelz numa luta sem desqualificação.
A 13 de janeiro de 2023, no Hard To Kill, Kelly participou num four-way match para determinar o competidor número um ao Impact Knockouts World Championship, que foi ganho por Masha Slamovich. No episódio da semana seguinte do Impact!, Kelly derrotou Taylor Wilde. Em fevereiro, Kelly juntou forças com Wilde e lutou contra os campeões mundiais de duplas do Impact Knockouts The Death Dollz (Jessicka, Rosemary e Taya Valkyrie) numa luta sem título, mas perdeu quando Wilde jogou com suas cartas de tarô e se recusou a ajudar Kelly. No episódio de 9 de março, Kelly confrontou Wilde sobre o incidente, mas foi atacada pela estreante KiLynn King. Em 16 de abril, no Rebellion, Kelly lutou pelo Team Dreamer e venceu uma Hardcore War de 10 lutadores contra o Team Bully. No episódio de 11 de maio, Kelly foi derrotada por Slamovich. Algumas semanas depois, em 25 de maio, e no Under Siege, as duas foram vistas a lutar no meio do público, com uma corrente usada como arma. Em 9 de junho, no Against All Odds, Kelly foi derrotada por Slamovich numa Dog Collar Match. No episódio de 22 de junho Kelly foi atacada por KiLynn King, até que Slamovich salvou Kelly. Em 15 de julho no Slammiversary, Kelly e Slamovich, que agora são conhecidos como MK Ultra, derrotaram The Coven (King e Wilde) e venceram o Knockouts World Tag Team Championship.

## Vida pessoal
As suas influências são Low Ki, Gail Kim, Katsuyori Shibata, Asuka, Mickie James e Charlotte Flair.
Em 2017 mudou-se para Duisburg, Renânia do Norte-Vestfália, Alemanha. É casada com o lutador profissional Alexander James desde 2021.
Kelly transmite na plataforma Twitch semanalmente, onde joga videojogos baseados em terror.

## Títulos de wrestling
- Impact Wrestling /TNA Wrestling
  - Impact/TNA Knockouts World Tag Team Championship ( 1 vez, atual ) - com Masha Slamovich[58]
  - Impact Year End Awards (1 vez)
    - Knockouts Tag Team do Ano ( 2023 ) with Masha Slamovich[61]
- Wrestling Illustrated
  - Classificada em 89º lugar entre as 100 melhores lutadoras femininas no PWI Female 100 em 2020[62]
  - Classificado em 453º lugar entre os 500 melhores lutadores individuais no PWI 500 em 2021[63]
- Westside Xtreme Wrestling
  - Campeonato Feminino wXw (1 vez)[64][65]
  - Torneio do Campeonato Feminino wXw (2017)[64]